# Філіпсбург (Монтана)
Філіпсбург (англ. Philipsburg) — місто (англ. town) в США, в окрузі Гранит штату Монтана. Населення — 841 особа (2020).

## Географія
Філіпсбург розташований за координатами 46°19′57″ пн. ш. 113°17′45″ зх. д. / 46.33250° пн. ш. 113.29583° зх. д. (46.332375, -113.295778). За даними Бюро перепису населення США в 2010 році місто мало площу 2,07 км², уся площа — суходіл. В 2017 році площа становила 2,20 км², уся площа — суходіл.

### Клімат
| Клімат : Філіпсбург                | Клімат : Філіпсбург | Клімат : Філіпсбург | Клімат : Філіпсбург | Клімат : Філіпсбург | Клімат : Філіпсбург | Клімат : Філіпсбург | Клімат : Філіпсбург | Клімат : Філіпсбург | Клімат : Філіпсбург | Клімат : Філіпсбург | Клімат : Філіпсбург | Клімат : Філіпсбург | Клімат : Філіпсбург |
| Показник                           | Січ.                | Лют.                | Бер.                | Квіт.               | Трав.               | Черв.               | Лип.                | Серп.               | Вер.                | Жовт.               | Лист.               | Груд.               | Рік                 |
| Абсолютний максимум, °C            | 17,8                | 17,8                | 22,2                | 26,7                | 32,2                | 34,4                | 36,7                | 36,7                | 33,9                | 30,0                | 22,8                | 16,7                | 36,7                |
| Середній максимум, °C              | 0,5                 | 3,0                 | 6,7                 | 11,4                | 16,0                | 20,7                | 25,4                | 25,5                | 19,9                | 14,1                | 4,9                 | 0,6                 | 12,5                |
| Середня температура, °C            | −4,7                | −2,7                | 0,7                 | 4,4                 | 8,5                 | 12,6                | 15,7                | 15,5                | 10,7                | 6,0                 | −0,7                | −4,7                | 5,2                 |
| Середній мінімум, °C               | −9,9                | −8,3                | −5,4                | −2,6                | 0,9                 | 4,4                 | 6,0                 | 5,4                 | 1,5                 | −2,1                | −6,3                | −10                 | −2,2                |
| Абсолютний мінімум, °C             | −38,3               | −38,9               | −30,6               | −17,8               | −13,3               | −6,1                | −3,9                | −6,1                | −15                 | −22,8               | −34,4               | −38,9               | −38,9               |
| Норма опадів, мм                   | 15                  | 13                  | 22                  | 37                  | 65                  | 55                  | 34                  | 41                  | 38                  | 27                  | 18                  | 15                  | 380                 |
| ---------------------------------- | ------------------- | ------------------- | ------------------- | ------------------- | ------------------- | ------------------- | ------------------- | ------------------- | ------------------- | ------------------- | ------------------- | ------------------- | ------------------- |
| Джерело: NOAA (normals, 1971–2000) |                     |                     |                     |                     |                     |                     |                     |                     |                     |                     |                     |                     |                     |

## Демографія
Згідно з переписом 2010 року, у місті мешкало 820 осіб у 413 домогосподарствах у складі 217 родин. Густота населення становила 395 осіб/км². Було 547 помешкань (264/км²).
Расовий склад населення:
| - 96,8 % — білих - 0,9 % — корінних американців - 0,2 % — азіатів - 0,1 % — чорних або афроамериканців |

До двох чи більше рас належало 1,6 %. Частка іспаномовних становила 1,8 % від усіх жителів.
За віковим діапазоном населення розподілялося таким чином: 14,8 % — особи молодші 18 років, 55,8 % — особи у віці 18—64 років, 29,4 % — особи у віці 65 років та старші. Медіана віку мешканця становила 54,4 року. На 100 осіб жіночої статі у місті припадало 96,6 чоловіків; на 100 жінок у віці від 18 років та старших — 95,8 чоловіків також старших 18 років.
Середній дохід на одне домашнє господарство становив 50 769 доларів США (медіана — 41 103), а середній дохід на одну сім'ю — 54 852 долари (медіана — 40 357). За межею бідності перебувало 11,7 % осіб, у тому числі 20,3 % дітей у віці до 18 років та 0,0 % осіб у віці 65 років та старших.
Цивільне працевлаштоване населення становило 264 особи. Основні галузі зайнятості: освіта, охорона здоров'я та соціальна допомога — 30,3 %, мистецтво, розваги та відпочинок — 19,7 %, сільське господарство, лісництво, риболовля — 15,9 %.